# Glanmor Williams
Glanmor Williams (5. května 1920 – 24. února 2005) byl velšský historik.

## Život
Narodil se jako syn horníka ve vesnici Dowlais na jihu Walesu a studoval na škole sídlící na hradě Cyfarthfa. Později docházel na Aberystwythskou univerzitu. Později se zde, stejně jako na Swanseaské univerzitě, věnoval také pedagogické činnosti. V roce 1962 vydal rozsáhlou studii velšské církve po roce 1282 nazvanou The Welsh Church from Conquest to Reformation. Později vydal řadu dalších knih. V roce 2002 vydal autobiografickou knihu. Zemřel ve Swansea ve věku 84 let.